# Lokerse Feesten
De Lokerse Feesten is een tiendaags stadsfestival dat plaatsvindt tijdens de maand augustus in Lokeren in de Belgische provincie Oost-Vlaanderen. De Lokerse Feesten vonden voor het eerst plaats in 1975.
Wat begon als een kleinschalig feest, georganiseerd door de plaatselijke jeugdhuizen en enkele enthousiastelingen, groeide in 42 jaar uit tot een volwaardig 10 dagen durend (stads)festival. Het festivalterrein aan de Grote Kaai heeft heden ten dage een capaciteit van 15.000 bezoekers. De term "Lokerse Feesten" is een verzamelnaam geworden voor alle activiteiten binnen die 10 dagen in het stadscentrum van Lokeren (net zoals gebeurd is met de Gentse Feesten). Tijdens de Lokerse Feesten kunnen bezoekers ook terecht op de Fonnefeesten, een tweede festivalterrein, dat zich bevindt in het Prinses Josephine Charlottepark. In dit park bevond zich voorheen het festival Polifonics, dat haar laatste editie kende in 2013. Tot en met 2014 speelden de Fonnefeesten zich af op de Oude Vismijn van Lokeren, waarna deze verhuisden naar de huidige locatie.
Door de jaren heen wist het festival heel wat grote binnen- en buitenlandse namen te contracteren. Voorbeelden zijn: Toots Thielemans, Snoop Dogg, Simple Minds, The Cure, The Sisters of Mercy, Iggy & The Stooges, Madness, Siouxsie, Echo & The Bunnymen, The Human League, the Sex Pistols, Sinéad O'Connor, Morrissey, Front 242, Neil Young , Die Antwoord, Blink-182, Black Eyed Peas en Louis Tomlinson. 

## Geschiedenis

### 1975
Drunk Again, Johnny Dover, Sadi, Toots Thielemans, Jean Fanis, Rudy Frankel, Ferry Devos, Ed Kooyman
Guido Ros Sextet, Mango, Herman De Bruycker, Georges
Parasite, Vuile Mong en zijn Vieze Gasten
Lavendel, Piotto's, Eddie "Lockjaw" Davis, Bruno Castellucci, Horace Parlan, Roger Vanhaverbeke, Walter De Buck

### 1976
Red Roses Brassband, Walter De Buck, Hidalgo, Mango, Waso Quartet, Sammy Rimington
Artisjok, 't Kliekske, Wim De Craene, Georges
Parasite, Galvanaise Glitter Rok en Rol Band, John Lundström, Georges & Miel, Clark Terry & trio Vanhaverbeke
Mark & Peter, Mango, Johan Verminnen, Barbekjoekwintet
Vrouwenkoor Kalinka, Dzjem, Kandahar, Tjens Couter
De Krikskes, Mango, Roland & his Blues Workshop, The New Orleans Train Jazz Band

### 1977
The Terrible Tivoli Brass Band, Bots, The New Orleans Train Jazzband
Big Bill Krakkebaas en band, Zjef Vanuytsel en groep, Stella Marrs + trio Roger Vanhaverbeke,
Stampen en Dagen, Wannes Van de Velde en groep, Derroll Adams, Roland & his Blues Workshop
Volksbal met Eddy Wally en showorkest
Bioric, Belgisch Combo, Alfred Den Ouden
Kris De Bruyne en groep, Jegg Pap New Orleans Jazzband
The Glitter Galvanaise Rok en Rol Band, Raymond van het Groenewoud en Bien Servi, Douce Ambiance
Markus Van Den Bogaert, The Garnets, Johnny Dover Big Band

### 1978
Goe Vals en Uit de Moate, Milkshake Banana Band, Ferre Grignard en groep, Orjazzme
Engine, Nimf, Clark Terry & The Bop Friends
Los Cinco, Johan Verminnen & Raymond van het Groenewoud
Volksbal met Splendid, Zangeres Zonder Naam
Alfa, Gruppo Sportivo, Jazzcircle
Battlefield Band, André Bialek, Johnny Dover Sax Combination
The Cambridge Buskers, Roland , Jo Ann Kelley
Parasite, Once More, Los Rupay, Margriet Eshuijs + Lucifer

### 1979
Vuile Mong en zijn Vieze Gasten, Roger Guérin-Michel Roques Quintet, Rockles(s), Zakdoek
The Delaware Water Gap String Band, theaterkollektief: Konteverkeerd, John Renbourn and friends
An Triskell, Raymond van het Groenewoud en the Centimeters, Dirk De Caluwé en Marc Matthys Kwartet
Tijd van Toen show met: Ray Franky, John Massis, Henk de Bruin, Prof Sarcos. Presentatie: Jean Monnet. 
Kazzen en Ko, Massada
Georges, The New Dixieland Gamblers, Paul Penfield, Bots
Scooter, Arlecchino, Walter De Buck
Ladgo Bilo, Ray King band, Zjef Vanuytsel

### 1980
Walter Verdin, Vuile Mong en zijn Vieze Gasten
Arthus, The Pebbles, Brenda Wootton
The Former Blues Band, Ossian, Rocking Dopsie and the Cajun Twisters
Theo en Bert show met onder anderen Rocco Granata
Der Polizei, Tommy Tucker + Al Jones Blues Band
Black Slate, Kevin Coyne
High Chapparals, Johan Verminnen, Alexis Korner
Rue du Village, Kwartet Franco-Belge, La Romanderie

### 1981
The Former Blues Band and guests, Deka Koma, Toy
Madou, Sofie & Celluloid, Akka
Cromlech, Jan Akkerman + Pleasure Point, Bonga Kwenda
Vízöntő, Henk van Montfoort show
The Bet, Jo Lemaire & Flouze, L’Entrepôt du Congo
The Gigolos, Volle Petrol met onder anderen Johan Verminnen, Roland , Tars Lootens
Jazz-Circle + Pietro Lacirignola, Paula Lockheart Trio, Winawan
Scooter, Ladgo Bilo Ensemble, Wim De Craene

### 1982
Trambling Feet, Luther Tucker & Former Blues Band, Sacy Perere
Canto Libre, Luna Twist, Bovick & Partners
Smoketown Strut, Makam Es Kolinda, Kuruki
Cindy's Collection, Charel Janssens & Co Flower, Jimmy Frey
Twee Belgen, The Sound
Milkshake Banana, The Chrome, Rum & vrienden
Glitter Galvanaise Rok en Rol Band, Tuxedo's, E. Verschueren Kwartet, Ensemble Tante Magda, Punaizenkombo
De Nieuwe Snaar, Kentucky and Chime Cloggers, Jack Walrath Kwintet, Mandanga

### 1983
La Fanfafonie, Johan Verminnen en Roland
Glitter Galvanaise Rok en Rol Band, Bula Sangoma, The Decorators
Guilt, Juan Masondo & Dirk Van Esbroeck, Paolo Passionato and the Pennies from Heaven
Nicole, Jacques Raymond, Jean Walter, Jo Leemans
Dwang, Lavvi Ebbel, Der Polizei
Tumor, Electric Ananas, De Kreuners
Big Band Studio 10, Blanc de Blanc, General Saint and Clint Eastwood
Blue Jazz Band, Fanfare "Elk zijn gedacht", Beri Beri en Dirk De Geest, Bovick & partners

### 1984
The Blue Jazzband, El Kholoud, Abacush
Guilt, Elisa Waut, Jan Akkerman Trio
Het Grote Gilbert Ensemble, The Road Band, Platters (The Golden Hits of The)
Perro
Samantha, Mieke, Tony Bell, Willy Sommers en orkest
Tumor, Nacht und Nebel, TC Matic
L'entrepot du Congo, Wannes Van de Velde, Amparo Cortés - Manolo Lopez, Jo Lemaire
Arbeid Adelt!, The Real Hot-Dogs, Roland & His Blues Workshop & Louisiana Red - Harmonica King
Ronnie en Johnny, Jaccamacca Joggers Band & The Flemish All Stars met: Bart Peeters, Ludo Mariman, Johan Verminnen, Walter Grootaers, Ivan Heylen, Alida Neslo, Jacques Pee, Simon, Paul Ambach, Jacques Ros, Johnny The Clown, Jan De Smet, The King, Jean Rousseau en Firmin Timmermans

### 1985
Patchwork, Dirk De Caluwe & Tars Lootens kwartet, Zachary Richard
The Avalanche, African Culture, Harvey & The Wallbangers
New Orleans Train Jazzband, De Gigantjes, Raymond van het Groenewoud & groep
The Garret Jazz Combo, Chateau Migraine
Daisy's Band, La Esterella, Conny Vandenbos en kwartet
Chow Chow, La Cosa Nostra, Luc Van Acker & band
Stage Fried, Blaine L. Reininger, Twee Belgen
Kollasuyu Nan, Brasero 7, Alafia
Guido Belcanto, Gaga, Boothill Foottappers

### 1986
Juice of the Barley, The Electric Bluebirds, The Klezmorim
The Crew, Dana Gillespie
Two of a Kind, Crary, Hickman and Berline, Super Diamono de Dakar
The Crew, The Kids, Super Diamono de Dakar
Eddy Smets, Lia Linda en The Eddy House Band, The Ramblers
Tröckener Kecks, Blue Murder, Claw Boys Claw
The Skyblasters, The Hank Wangford Band, The LSP Band (met Bea Van Der Maat, Walter Grootaers, Kurt Van Eeghem, Roland en Bart Peeters)
Patricia Beysens Kwartet, Johan Verminnen en Tars Lootens, Ruby Turner
Big Band Freddy Couché, Pasadena Roof Orchestra
Hellfire ( Lokeren)

### 1987
Kloot Per W, Mitch Woods & his Rockets, Barrence Whitfield and the Savages
Robin Hood & the Swinging King Richard Band, Boogie Boy, Maxine Howard's Rhythm 'n Blues Explosion
Sir Wendy, Beausoleil, Ghetto Blaster
The Witness, The Sophisticrats, Raymond van het Groenewoud
The Garnets, Harmonie Stedelijke Akademie "Muziek en Woord", Ramses Shaffy en Liesbeth List & trio Nico van der Linden
The Mood, The Soul Sisters, Elisa Waut
Klaus Klang, Ruben Salas & his Salsa Orchestra, The LSP Band and special guests: Bart Peeters, Kurt Van Eeghem, Ludo Mariman, Dirk Blanchart, Jan De Smet, Bea Van Der Maat
Juice of the Barley, Maurane, Johan Verminnen, Tars Lootens & groep
Pierre Rapsat, Dana Gillespie

### 1988
Benny Bottle and The Space Shuttles, The Mick Clarke Band, The Boogie Brothers
The Crew, John Hammond, Otis Grand & The Dance Kings
Vermenton Plage, Rory Mc Leod & Kathryn Tickell, Bart Peeters en De Radio's
Tinsel Town, Blaine L. Reininger, Herman Brood and his Wild Romance
Norbert Detaeye, Hans de Booij, Jr. Walker & The All Stars
Won Ton Ton, Soulsister, Dr. Feelgood
La P'tite Fanfare, Les Gangsters d'Amour, Isabelle Antena
Mwenzo Africa, The Skyblasters, Taxi Pata Pata
The Paranoid Polaroids, The Blues Brothers (Boogie Boy & Roland), Brendan Croker & The 5 O'Clock Shadows

### 1989
La Fille d'Ernest, Tröckener Kecks, Toumani Diabaté & Nianadi
The Slime Hunters, Clouseau, Thione Seck & Le Raam Daan
The Scene, Soulsister, Raymond van het Groenewoud & de Vlaamse Mustapha's
Blue Blot, The Balham Alligators, Roland & Friends met Raymond van het Groenewoud, Kaz Lux, Jan De Bruyn, e.a.
Wim De Craene, Ray Gelato & Giants of Jive, Gil Scott-Heron
Ludo Mariman & The Exceptions, Televizor, The Scabs, Dirk Blanchart
Frendz, Andy Sheppard Quintet, Bart Peeters & De Radio's
Hans de Booij, The Mint Juleps, Tabu Ley seigneur Rochereau and Africa International Orchestra
La Maffia, Elisa Waut, Dr. Feelgood, The Juice of the Barley

### 1990
TD-Blue, Toots Thielemans, Johan Verminnen
Kremlin Cowboys, Park Café, The Flying Pickets
Pitti Polak, Wreckless Eric, De Kreuners
Noordkaap, Pierre Rapsat, Arno
Sphil es Nokh a Mol, Guido Belcanto, De Nieuwe Snaar
Pascal Charpentier, Dirk Blanchart & The Groove Quartet, Kanda Bongo Man
Jan De Bruyn & Band, Laurel Aitken & The Pressure Tenants, Clouseau
Rob Hoeke's Boogie & Blues Band, Johnny Baby, The Blues Band
Earth Quake Roody & The Trembling Walls, Ray Lema & Bwana Zoulou Gang, The Scabs

### 1991
Wigbert, Elliott Murphy, Eyes on Brasil
The Jack of Hearts, Josephine, Blue Blot
Jablkon, Spencer Bohren, Rufus Thomas
Eskimo, Jan De Wilde & De Fanfare van Honger en Dorst, Karlekammeret
Vasmalon, The Klezmorim, Dr. Alimantado and Miss Ica Black & The Experience Band
Tom Wolf, Leyers, Michiels & Soulsister, BJ Scott
Ralph Samantha & The Medicine Men, Jo Lemaire, La Gran Mazana
KD's Basement Party, Oumou Sangaré, The Cropdusters
La Lupa, Gabby, Raymond van het Groenewoud & zijn Vlaamse Mustapha's

### 1992
Philippe Robrecht & groep, Calvin Owens and the Blues Orchestra, Vinx and The Barkin' Feet
Perry Rose, Rowwen Hèze, Calvin Russell
The Bob Color, Atlantic Soul Machine, Katrina & the Waves
X-Legged Sally, Hank Wangford Band, Charles et les Lulus
Damenie & Band, Guido Belcanto & het Orkest zijner Dromen, Stef Bos & band
2-Takt, The Sundogs, Frank Boeijen
The Walkabouts, Green, Adrian Borland & The Citizens
Hallo Venray, Les Tambours de Bronx, Tröckener Kecks, Massive Chandelier
Khadja Nin, The Radios, Juice of the Barley

### 1993
Tom Wolf, The Watchman, Townes Van Zandt, Pat Mears
Roger Chapman & The Shortlist, Leon Redbone, Ali Hassan Kuban
Betty Goes Green, Loudon Wainwright III, Calvin Russell
Philippe Robrecht, Leyers, Michiels & Soulsister, C.J. Chenier
Kid Safari, Joannes Kerkorrel, Elliott Murphy & Band
Monti Amundson Band, The Brandos, Gé Reinders
Mellow, The Hillbilly Voodoo Trio, Kris De Bruyne
Dry Livers, Brendan Croker & The Serious Offenders, Bram Vermeulen
Guo Yue and Friends, The Whisky Priests, Riders on the Storm

### 1994
Vic Chesnutt & Band, Billy Bacon & The Forbidden Pigs, The Inmates
Dave Alvin, Wigbert, Chris Daniels & The Kings featuring Sonny Landreth
The Nile, Beverly Jo Scott, Ray Barretto & The New World Spirit
The Choice, The Oyster Band, Raymond van het Groenewoud
Ashbury Faith, Rico Rodriguez & Band, Noordkaap
Groovemania, Roy Cape & The Kaiso All Stars, Rowwen Hèze
Discovery Big Band, Tussen Spelers en Drinkers met Paul Michiels, Frank Vander linden, Stijn Meuris, Guy Swinnen, Sarah Beth, Katia Vandl, Jan Hautekiet en Rick de Leeuw , Johan Verminnen
The Westhinder Lighthouse, The Blazers, Axelle Red
Les Responsables, The Southern Kings, The LSP Band & gasten met: Bea Van Der Maat, Kris Wauters, Loes Van den Heuvel, Sofie, Luckas Vander Taelen, Ludo Mariman, Walter Grootaers, Paul Michiels, Philippe Robrecht, de Wiene e.a.

### 1995
Mystery, Tom Rush & The Westhinder Lighthouse, Tom Robinson Band
Elliott Murphy & Band, Teddy Morgan & The Sevilles, Khadja Nin
Nemo, Dirk Blanchart & The Mindsurfers, Hank Shizzoe & King Louie, Jean Bosco Safari
Soapstone, Bob Margolin Band & Billy Boy Arnold, The Fabulous Thunderbirds
Kiss My Jazz, Soulsister, Wizards of Ooze
Belgian Asociality, Clement Peerens Explosition, Beverly Jo Scott
Erik Van Neygen, Loup Garou, Doug Sahm & The Last Real Texas Blues Band
The Seatsniffers, Junkhouse, Roomful of Blues
Cobraz, Roy Ayers & Ubiquity, Original de Manzanillo

### 1996
De Raggende Manne
The Sands, Junior Walker All Star Band & Eddie Floyd, Fish
Def Real, The Stranglers, Lee Rocker
The Kids, Habib Koité & Bamada, Noordkaap
Tom Robinson, Abra Moore Band, Raymond van het Groenewoud
The Ramblers, De Mens, Ann Peebles, Jimmy LaFave & The Night Tribe
The Bluebirds, Andy J. Forest, The Radio Kings
DJ Stephanie, DJ Robert Leiner, DJ Saskia, Kitachi, Scan X
Cigar Store Indians, John Cale & The Soldier String Quartet, Frank Boeijen
The Treble Spankers, Dick Dale, Hope Band met: Jean Bosco Safari, Paul Michiels, Kris Wauters, Vincent Goeminne, Marc Kruithof, Mark Vanhie, Andrea Croonenberghs, Luc Smets, Sofie en Robert Mosuse

### 1997
The Seatsniffers, Doug Sahm & The Last Real Texas Blues Band, Nick Lowe
The Gourds, De Mens, Arno
Velvet Spine, Bloem, Clouseau
J.M. Watts, The Big M's, Gunther Neefs & The Special Request Band
Neven, De La Soul, Lee Scratch Perry & The Robotiks featuring The Mad Professor
Pieter-Jan De Smet, Katrina & the Waves, Tish Hinojosa
Koenie, DJ Mark Broom, DJ CJ Bolland, Lowpass, Zion Train
Alfredo Gutierrez, The Skatalites, Bart Peeters en de Moeilijkheden
Machiavel, Jimmy Lafave & The Night Tribe, Axelle Red

### 1998
Right Said Fred
Die Anarchistische Abendunterhaltung, Lloyd Cole, Sierra Maestra
Gorki, Evil Superstars, Luka Bloom
Jo Lemaire, John Wetton Band, De Kreuners
't Hof van Commerce, Sugarhill Gang featuring Grand Master Melle Mel, Blood & Fire Soundsystem featuring U Brown, Joseph Cotton, Ranking Joe en DJ Steve Barrow.
El Fish & Jean-Marie Aerts, Beverly Jo Scott, Taj Mahal & The Phantom Blues Band
Van Dik Hout, The Scene, Beri Beri
DJ Mo & Benoelie, DJ Pierre, The Neon Judgement, DJ Jan Van Biesen, Bandulu
Habib Koité & Bamada, Paul Michiels en the Big M's, The Wailers
Eden, Charles & the White Trash European Blues Connection, Raymond van het Groenewoud & de Straffe Mannen

### 1999
Studio Brussel-fuif
Frank Boeijen, Gotthard, Clouseau
De Mens, Björn Again, The Wailers
Loudon Wainwright III, Ilse de Lange, Soulwax
The Seatsniffers, The Blind Boys of Alabama, Dr. John
Wizards of Ooze, Orquestra Aragon, Femi Anikulapo Kuti & The Positive Force
Arid, Richard Thompson, Gorki
Danceavond met onder anderen: Dave Angel, Dubwiser (Dreadzone Soundsystem), Kitachi, DJ Mr C (The Shamen), Jan Van Biesen
Daan, Arno, Hooverphonic
Bram Vermeulen, Will Tura, Clement Peerens Explosition

### 2000
Was het nu '70,'80 of'90?, openluchtfuif met Studio Brussel
The Paladins, De Heideroosjes, Kid Creole & The Coconuts, DJ Bart Vermandere
Ketnet Band, An Pierlé, Kirsty MacColl, Nits, Cinérex DJ's
Janez Detd, Stars of Ska, The ultimate 2 Tone Revue, feat.members of The Specials, The Selecter & The Beat, Marc Almond, Discobar Galaxie met DJ's Love Boat,Lars Capaldi & Bobby Ewing
Abel, Bob Catley & Band, Bob Geldof, DJ Dirk Stoops
Voorstelling new look Sporting Lokeren, Venus, Hothouse Flowers, Laïs, DJ Kristof Ysabie
Dance Avond met: Starflam, DJ Lefto, De Puta Madre, DJ Trish & Kash, Pills(live), DJ CJ Bolland, Ken Ishii(live)
Metal Molly, Luka Bloom, Arid, DJ Alex Callier (Hooverphonic)
Postmen, Aswad, Zap Mama, DJ Jef Van Eyck
Das Pop, The Scene, El Tattoo del Tigre, DJ The Flying Dewaele Brothers

### 2001
Vanilla Coke, Was het nu '70, '80 of '90? (Studio Brussel)
Sporting Lokeren SNW met Garry Hagger, De Mens, Das Pop, Kelis, DJ Groove Merchant (platiks soundsystem)
Automatic Buffalo + Camden, Fischer Z, Praga Khan, Discobar Galaxie
Monza, Roland Gift (Fine Young Cannibals), DJ Bart Vermandere
The Whodads, L'Histoire D'Arno, Maceo Parker
Mauro, Frank Black & The Catholics, Zita Swoon, DJ Kristof Ysabie
Hip-Hop/Dance-avond met: Moiano, DJ Lefto vs Mig 1, Saian Supa Crew, Superfunk (DJ Fafa Monteco), DJ Carl Craig, Luke Slater
DAAU, Juan de Marcos' Afro-Cuban All Stars, Hooverphonic, DJ Jef Van Eyck
Riguelle-Hautekiet, The Sign + Al Fritsch, Rob de Nijs, DJ Dirk Stoops
Tom Helsen, Robert Plant & Strange Sensation, Bomfunk MC's, Alter 8 Party met Fucking Dewaele Brothers

### 2002
Vive La Fête, Was het nu '70, '80 of '90 (Studio Brussel)
Millionaire, The PeeWee Ellis Assembly fut. Fred Wesley, Laïs, DJ Jef Van Eyck
Flip Kowlier, Billy Bragg, The Waterboys, DJ Kristof Ysabie
Robrecht, Vaughn + Mark Mangold, Clouseau, DJ Dirk Stoops
Neeka, Joost Zweegers, Kosheen, Discobar Galaxie
Thé Lau, Echo & The Bunnymen, Arid, DJ Bart Vermandere
Gorki + special guest, Zornik, Therapy?, DJ Gerrit Kerremans
Daan, Starflam, The Orb, Buscemi (live), Eskimo Soundsystem
Ketnet Band, Janez Detd, The Skatalites, The Human League, 2 Many DJs
Boudewijn de Groot, Orishas, Jovanotti, Plastiks Soundsystem

### 2003
Les Truttes, Arsenal, StuBru-fuif (Dirk Stoops & Tomas De Soete)
Joe Jackson Band, Burning Spear, Chic feat. Nile Rodgers, DJ Tom Barman
Sporting Lokeren, Omar & The Howlers, Willy DeVille & Band, The Levellers, DJ David Du Pré (Arid)
The Fundamentals, Scala On The Rocks (Special guest Jasper Steverlinck), Sananda Maitreya aka Terence Trent D'Arby, De Kreuners, DJ Dirk Stoops
't Hof van Commerce, Fun Lovin' Criminals, Ozark Henry, DJ Ultrasonic + live guests
Admiral Freebee, Das Pop, Calexico, Squadra Bossa ft DJ Buscemi & Stanley Livingstoon
Janez Detd, Talisman, Anouk, Discobar Galaxie
Brainpower, JMX ft Tikiman, Killing Joke, Asian Dub Foundation, DJ The Glimmer Twins (Mo & Benoelie)
Idool 2003, Lemon, Ian McCulloch, Vive La Fête, 2 Many DJs
Boudewijn de Groot, De Mens, Praga Khan, DJ Gerrit Kerremans

### 2004
Zornik, De Heideroosjes, StuBru-fuif (Wim Oosterlinck & Nicolas van Janez Detd & DJ Eppo Janssen)
Roland met Witloof & Coconut, Jasper Steverlinck, Lamb, DJ Gerrit Kerremans
Spring, Venus In Flames & guests, Krezip, Simple Minds, DJ Dirk Stoops
Brian Wilson, Flip Kowlier, Squadra Bossa ft DJ Buscemi & Stanley Livingstoon
Laïs, India.Arie, Axelle Red, DJ TLP
Daan, Ultrasonic 7, Front 242, 2 Many DJs
Fifty Foot Combo, Hothouse Flowers, Novastar, DJ Zaki
Sioen, Zap Mama, Hooverphonic, DJ Hermanos Inglesos
Mauro Pawlowski & The Grooms, The Sign + Al Fritsch + Danny Vaughn, Europe, Discobar Galaxie
Jools Holland and his Rhythm & Blues, Orchestra feat. Gilson Lavis and guest vocalists Sam Brown & Ruby Turner, Paul Weller, El Tattoo del Tigre

### 2005
Triggerfinger, Janez Detd, Stubru Afrekeningsfuif
Hulk, Millionaire, Iggy & The Stooges, Magnus
Spring, Sam Bettens, Admiral Freebee, Starsailor, DJ Gerrit Kerremans
Monza, Vive La Fête, The Sisters of Mercy, The Glimmers
Pride Of Lions, Kane, Clouseau, DJ Dirk Stoops
Cranes, Mercury Rev, The Cure, Hermanos Inglesos
't Hof van Commerce All Stars, Jimmy Cliff, Buscemi (Late Nite Reworks) + special guests, DJ TLP
Arsenal, Sean Paul, Mylo (live), 2 Many DJs
Sioen, Natalie Imbruglia, Patti Smith and her Band, Discobar Galaxie
Gabriel Rios, Brand New Heavies, Michael Franti & Spearhead, DJ 4T4 + DJ Tom Denie

### 2006
De Parkingzingers, Therapy?, Flogging Molly, Was het nu '70, '80 of '90 ? (StuBru)
A Brand, Heather Nova, Texas, Hermanos Inglesos
An Pierlé & White Velvet, The Waterboys, Jackson Browne & David Lindley, Squadra Bossa All Stars feat. Buscemi
Charlatans, Zornik, Madness, Peter Hook (New Order) DJ-set
Masterplan, The Rasmus, Within Temptation, DJ Gerrit Kerremans
Nid and Sancy, The Cramps, Bauhaus, Daan tripartite, The Glimmers
Think Of One, Arsenal, DJ 4T4 en Tom Derie, Jamiroquai
Blunk, Absynthe Minded, 't Hof van Commerce, Ozark Henry, DJ Stijn Van de Voorde en Otto-Jan Ham
Presidents of the United States of America, The Furious 5, Fun Lovin' Criminals, Praga Khan, Armand van Helden
Stereo MC's, Mo and Grazz, Angie Stone, Paul Weller

### 2007
Ex-drummer live / Leki / The Game / StuBru 70/80/90
Arid / The Magic Numbers / Pet Shop Boys / Magnus
Idool 2007 / Tom Helsen / Suzanne Vega / Hooverphonic / Discobar Galaxie
Natalia / Worldstage / Clouseau / Dirk Stoops
PMH-fuif / Prince Buster / Zita Swoon / Arno / DJ Saucisse
The Van Jets / Zornik / P!nk / Hermanos Inglesos
Garland Jeffreys / Gabriel Rios / Bryan Ferry / DJ Squadra Bossa ft Buscemi
Stijn / Audio Bullys / Ed & Kim / The Prodigy / Dr. Lektroluv
Kosheen / Kelis / Snoop Dogg / Shameboy
De Heideroosjes / The Lemonheads / The Pogues / La fille d'O

### 2008
Headphone / Kane / Milk Inc. / Peter Van De Veire Love Show feat. Gerrit K
The Kids / Buzzcocks / The New York Dolls / Sex Pistols / Paul Gallagher & Phil Smith
Spring! / Isabelle A / The Storys / Daniel Lanois / Sinéad O'Connor / DJ Well Shaped Bushes (Bram Willems - Studio Brussel)
Voices Of Rock Radio / Status Quo / The Australian Pink Floyd Show / DJ Dirk Stoops
PMH-fuif / Triggerfinger / Sonic Youth / Supergrass / Shameboy
Tim Vanhamel / Siouxsie / Massive Attack / The Glimmers
Baloji / N*E*R*D / Goose (live) / Cassius Dex 'n' FX (Zdar & Boombass)
Mêlée / Macy Gray / Grace Jones / DJ Hermanos Inglesos
Monza - Das Pop - Arsenal - Felix da Housecat
Buffalo Tom - Alanis Morissette - The Scabs - DJ Turbo Pascals (Tomas De Soete & Davy De Meyer)

### 2009
Zaki / Das Pop / 2 Many DJs / Fatboy Slim
Lady Linn & Her Magnificent Seven / David Byrne / Donna Summer / Discobar Galaxie
Valentine + Terry Brock(special guest) / Anouk / The Scabs / Dirk Stoops
Bart Peeters / Los Lobos / Novastar / De Peter Van de Veire Love Show ft Gerrit K 
The Hickey Underworld / Manic Street Preachers / Peter Doherty / Hindu Nights (DJ) 
A Brand / Starsailor / Ozark Henry / The Subs
Nid And Sancy / Etienne de Crécy (live) / Orbital / Digitalism (dj-set) 
De Jeugd van Tegenwoordig / Cypress Hill / Primal Scream / Arsenal
Alain Clark / Ultravox / Simple Minds / Dr. Lektroluv
The Chart Birds (As Heard on Rock Ahoy) / Ray Davies & Band / The Black Box Revelation / The Hives / Goose (DJ-set)

### 2010
The Opposites / Wu-Tang Clan / Dizzee Rascal / Leftfield
Flip Kowlier / Admiral Freebee / The Human League / Arsenal
Panic Cell / Anthrax / Papa Roach / Life of Agony / Alice Cooper / Eppo Jansen
Therapy? / Mötley Crüe / Golden Earring / The Glimmers
Absynthe Minded / Dinosaur Jr. / Public Enemy / The Black Box Revelation / partyharders VS Buffalo beats (The Subs DJ set)
Arid / K's Choice / The Cranberries / Hermanos Inglesos
Customs / Gang of Four / The Dandy Warhols / The Sisters of Mercy / Mish Mash soundsystem
Selah Sue / Rye Rye / Air / M.I.A. / Martin Solveig
The Van Jets / The Horrors / Paul Weller / Babyshambles / Hindu Nights DJ's
Daan / Vaya Con Dios / Roxy Music / Well Shaped Bushes

### 2011
Das Pop / Primal Scream / Kelis / Goose
Daan / Roger Daltrey / O.M.D. / Hermanos Inglesos
The Datsuns / Thin Lizzy / Channel Zero / Dream Theater / Soulfly / Eppo Janssen
Selah Sue / Jamie Lidell / Erykah Badou / Mix Master Mike
Airbourne / Kyuss Lives / Triggerfinger / The Subs
Bart Peeters / Joe Cocker / Ozark Henry / Dirk Stoops
The Heartbreaks / Balthazar / Gogol Bordello / Morrissey / 2 Many DJs
North Mississippi Allstars Duo / Gabriel Rios /  Robert Plant & The Band Of Joy / Paolo Nutini / Merdan Taplak
Customs / Sharon Jones & The Dap-Kings / Interpol / Arsenal
Lady Linn & Her Magnificent Seven / Hooverphonic / Scissor Sisters / Sister Bliss

### 2012
- vrijdag 3 augustus:  't Hof van Commerce /  Selah Sue /  Damian Jr. Gong Marley /  Orbital
- zaterdag 4 augustus:  Arid /  Milow /  Bryan Ferry /   The Magician
- zondag 5 augustus:   Dio Disciples /  Ministry /  Saxon /  In Flames /  Machine Head /   DJ Eppo Janssen
- maandag 6 augustus:  Intergalactic Lovers /  Absynthe Minded /  The Roots /  Arsenal /   Sound of stereo
- dinsdag 7 augustus:  De Mens /  Beach Boys /   The Australian Pink Floyd show /   Dirk Stoops
- woensdag 8 augustus:  School is Cool /  Black Box Revelation /  Suede /   Gorillaz Sound System
- donderdag 9 augustus:  Luc Van Acker /  Echo & The Bunnymen /  P.I.L. /  The Specials /   Trash Radio
- vrijdag 10 augustus:   The Charlatans /  Röyksopp /  New Order /  Trentemøller (dj-set)
- zaterdag 11 augustus:  Kraantje Pappie /  AKS /  dEUS / The Subs /  Zombie Nation live /
- zondag 12 augustus:  Gers Pardoel /  UB40 /  Marco Borsato /  Regi

### 2013
Line Up Mainstage
- vrijdag 2 augustus:  The Opposites /  Tinie Tempah /  Pitbull /  Pendulum (dj set)
- zaterdag 3 augustus:  Yellowcard /  Enter Shikari /  Killing Joke /  Iggy & The Stooges /  Murdock
- zondag 4 augustus:  Philm /  Ugly Kid Joe /  Anvil /  Fear Factory /  Trivium /  Danzig w/ Doyle /  Sabaton /  DJ Papy Harder
- maandag 5 augustus:  SOJA /  The Fratellis /  Primal Scream /  White Lies /  Magnus
- dinsdag 6 augustus:  Creature with the Atom Brain /  Monster Magnet /  Alice Cooper /  Deep Purple /  Dirk Stoops
- woensdag 7 augustus:  Compact Disk Dummies /  Far East Movement /  Empire of the Sun /  Snoop Lion a.k.a. Snoop Dogg /  The Subs
- donderdag 8 augustus:  Donavon Frankenreiter /  Seasick Steve /  Arno /  Damien Rice  /   Hindu Radio DJ's ft. Eppo Janssen
- vrijdag 9 augustus:  Coely /  Rizzle Kicks /  Cee Lo Green /  Netsky
- zaterdag 10 augustus:  SX /  Balthazar /  The B-52's /  Daan
- zaondag 11 augustus:  The Happy /  Axelle Red /  Ozark Henry /  Texas /  Studio Brussel dream team

In de Red Bull Elektropedia Room stonden onder meer: Lazy Jay, Dillinja, Danny bird + Dynimite MC, FCL ft. Lady Linn, Buscemi en TLP

### 2014
Line Up Mainstage
- vrijdag 1 augustus:  De Jeugd Van Tegenwoordig /  The Opposites /  Magnus /  Example /  Fatboy Slim
- zaterdag 2 augustus:  Lady Linn /  Amy Macdonald /  Hooverphonic /  DJ Dirk Stoops
- zondag 3 augustus:  Channel Zero /  Devin Trownsend Project /  Dimmu Borgir /  Down /  Motörhead /  Within Temptation
- maandag 4 augustus:  The Sore Losers /  Johnny Marr /  Miles Kane /  Triggerfinger /  Hindu Radio DJ's
- dinsdag 5 augustus:  The Bony King Of Nowhere /  Lonely The Brave /  Admiral Freebee /  Neil Young & Crazy Horse
- woensdag 6 augustus:  Girls in Hawaii /  Intergalactic Lovers /  Patti Smith and her Band /  Novastar /  Oscar and the Wolf
- donderdag 7 augustus:  Emily's Army /  New Model Army /  Twin Atlantic /  Millencolin  /  Blink-182 /   Hazard (Playaz) & MC Biggie
- vrijdag 8 augustus:  Gangthelabel /  KRS-One /  Mix Master Mike /  50 Cent /  The Subs /  Nero
- zaterdag 9 augustus:  Gabriel Rios /  Emilliana Torrini /  Arsenal /  Pet Shop Boys /  Mumbai Science
- zondag 10 augustus:  The Wailers /  Jessie J /  Sean Paul /  TLP

In de Red Bull Elektropedia Room stonden onder meer: Kele Okereke, Ben Pearce, Aeroplane, Gunter D, Pat Krimson, Murdock, Safi & Spreej, Dope D.O.D. en TLP

### 2015
|                      | Main Stage                                                                                          | Red Bull Elektropedia Room                                                                        |
| -------------------- | --------------------------------------------------------------------------------------------------- | ------------------------------------------------------------------------------------------------- |
| Vrijdag 31 juli      | Nouveau Riche All Stars Janez Detd. Milow Mika Martin Solveig                                       | Rakka Gangthelabel Murdock Rockwell ft. MC Mantmast Nadiem Shah                                   |
| Zaterdag 1 augustus  | Yevgueni Clouseau Marco Borsato DJ Dirk Stoops                                                      | Michael Midnight Quincy DJ Ghost Yves Deruyter Franky Jones                                       |
| Zondag 2 augustus    | Skindred Channel Zero Black Label Society Rob Zombie Soulfly                                        | Black Frank ZwartWerk Davidov Killa Tactics TLP                                                   |
| Maandag 3 augustus   | Het Zesde Metaal The Kooks Belle and Sebastian dEUS dj Gigolo's In Retirement                       | Vi.be Kr!z ø (PHASE) Raving George                                                                |
| Dinsdag 4 augustus   | The Bootleg Beatles Tom Jones Status Quo dj Willem Jongeneelen                                      | Drumslave b2b La Junta ft. MC 3xB Tito & Echo Virus ANNIX DJ Hype ft. MC Daddy Earl               |
| Woensdag 5 augustus  | La Muerte Mark Lanegan Band The Jesus and Mary Chain Kaiser Chiefs dj Eppo Janssen                  | SupAfly Collective Woods Vuurwerk STUFF. DJ Lefto                                                 |
| Donderdag 6 augustus | Tout va bien Rae Morris Tori Amos Oscar and the Wolf Raving George                                  | Coldburn Pay No Respect Broken Teeth Malevolence Backfire Wisdom In Chains Nasty                  |
| Vrijdag 7 augustus   | Safi & Spreej Etienne de Crécy presents Super Discount 3 Leftfield Goose Trentemøller               | Leesa Spacid Karotte De Sluwe Vos Red D                                                           |
| Zaterdag 8 augustus  | Tourist Lemc The Van Jets Chic ft. Nile Rodgers Giorgio Moroder                                     | Go March Hayden James BILLIE Kenji Minogue Hermanos Inglesos Well Shaped Bushes + Thomas De Soete |
| Zondag 9 augustus    | Songhoy Blues Stephen Marley Robert Plant and The Sensational Space Shifters Arsenal dj Bryan Teddi | Radio Rommelmarkt Frenz & Sisco DJ Sash! FeestDJRuud                                              |

### 2018
|                      | Main Stage                                                                  | Red Bull Elektropedia Room                                              |
| -------------------- | --------------------------------------------------------------------------- | ----------------------------------------------------------------------- |
| Vrijdag 3 augustus   | Simple Minds Arsenal Jasper Steverlinck Magnus (DJ-set)                     |                                                                         |
| Zaterdag 4 augustus  | Die Antwoord deadmau5 Coely The Color Grey Warhola                          | Glints Caballero & JeanJass Woodie Smalls Azer                          |
| Zondag 5 augustus    | Gojira Steel Panther Brides of Lucifer Hatebreed                            |                                                                         |
| Maandag 6 augustus   | Bart Peeters Clouseau Discobaar A Moeder Niels Destadsbader                 |                                                                         |
| Dinsdag 7 augustus   | The Pretenders Triggerfinger Novastar Faces on TV                           | dirk. SONS Fleddy Melculy Danny Blue and the Old Socks                  |
| Woensdag 8 augustus  | Bad Religion Dropkick Murphys Turbonegro Suicidal Tendencies The Living End | Brutus SWMRS Northlane Airways                                          |
| Donderdag 9 augustus | The Prodigy Chase & Status (DJ-set) & MC RAGE 't Hof van Commerce           | Stikstof Le 77 Blu Samu Sampa the Great                                 |
| Vrijdag 10 augustus  | dEUS Kasabian Manic Street Preachers Warhaus                                | Bjarki Johannes Heil Goldfox Thang Sous x Endove                        |
| Zaterdag 11 augustus | 2ManyDJs (DJ-set) Front 242 Gary Numan Cherry Moon Legends (DJ-set)         | Yves Deruyter DJ Ghost Youri Parker Zolex Dimitri Cooman Quincy Danny C |
| Zondag 12 augustus   | Zara Larsson Gucci Mane Clean Bandit Lil' Kleine Sevn Alias                 | Broederliefde Dopebwoy T-Clan Gurney-Champion x Ballantine              |

### 2019
|                      | Main Stage | Red Bull Elektropedia Room                                                                             |
| -------------------- | --- | --- |
| Vrijdag 2 augustus   | Gers Pardoel Marco Borsato Niels Destadsbader Regi (DJ-set)                                                                     | Amber Broos DJ Licious Famke Louise Omdat het kan Soundsystem ft. Average Rob Merol J Roots            |
| Zaterdag 3 augustus  | Gabriel Rios Novastar Keane Goose Dr. Letroluv                                                                                  | Maxim Lany Kimman Lefto b2b Red D Felix Da HouseCat Tijana T.                                          |
| Zondag 4 augustus    | Brutus Scorpions Europe Alestorm Life of Agony Zeal & Ardor                                                                     | Evil Invaders Wiegedood Wolvennest                                                                     |
| Maandag 5 augustus   | Whispering Sons Father John Misty Patti Smith Charlotte Gainsbourg The Whatevers                                                | The Germans Newmoon Iceage Felix Da HouseCat Gruppo Di Pawlowski                                       |
| Dinsdag 6 augustus   | The Offspring NOFX Heideroosjes The Damned Marky Ramone Eppo Janssen                                                            | SONS Cocaine Piss It It Anita Black Leather Jacket                                                     |
| Woensdag 7 augustus  | SX Trixie Whitley Róisín Murphy Christine and the Queens Ilse Liebens                                                           | Tessa Dixson Charlotte Adigéry Compact Disk Dummies                                                    |
| Donderdag 8 augustus | Black Mamba Zwangere Guy Roméo Elvis Tourist LeMc Murdock                                                                       | Luie Louis Jay MNG Miss Angel DVTCH Norris L'Or Du Commun Peet                                         |
| Vrijdag 9 augustus   | Asa Moto Tiga Charlotte de Witte The Chemical Brothers                                                                          | Monoloc Joyhauser Milo Spykers Gabriella Vergilov                                                      |
| Zaterdag 10 augustus | Yves Deruyter Triggerfinger Arno Therapy? The van jets                                                                          | Push DJ Ghost Zolex Youri Parker & Jeroen Delodder Quincy & Dimitri Cooman Mike Thompson & Alain Faber |
| Zondag 11 augustus   | Oscar & The Wolf DJ Hakimm Kodaline Jess Glynne (afgelast en vervangen door Arsenal) Bizzey (afgelast en vervangen door Glints) | Chuki Beats Gangthelabel Yung Mavu K1D Jacin Trill Jokoesam                                            |

### 2020
Geannuleerd omwille van COVID-19

### 2021
Geannuleerd omwille van COVID-19

### 2022
|                       | Main Stage                                                                                             | Club StuBru                                                                              |
| --------------------- | --- | ---------------------------------------------------------------------------------------- |
| Vrijdag 5 augustus    | Chuki Beats Damian Marley Joost 't Hof Van Commerce Zwangere Guy                                       | Chibi Ichigo Dikke Flavour Drop Gladde Paling Ramzi Used                                 |
| Zaterdag 6 augustus   | Emma Bale Froukje Coely The Black Eyed Peas DJ Licious                                                 | Axel Haube Booka Shade Edward Buff Nico Morano Promis3 Yacid                             |
| Zondag 7 augustus     | Sloper At the Gates Brutus Kreator Lamb of God Judas Priest Goe Vur In Den Otto                        | killthelogo Lalma Psychonaut Wiegedood                                                   |
| Maandag 8 augustus    | Anti-Flag Sons The Interrupters Bad Religion Eppo Janssen Flogging Molly                               | DIRK Cucamaras HEISA Meltheads                                                           |
| Dinsdag 9 augustus    | Whispering Sons The Vaccines Kings of Leon Hindu Radio DJ's                                            | Hairbaby High Hi ILA                                                                     |
| Woensdag 10 augustus  | Portland Seasick Steve The Afghan Whigs Snow Patrol The Whatevers                                      | Admiral Freebee Mooneye Willy Organ                                                      |
| Donderdag 11 augustus | Yong Yello blackwave. Bazart Ilse Liebens The Subs                                                     | Faisal Glints Miss Angel Shaka Sams Zoey Hasselbank                                      |
| Vrijdag 12 augustus   | Sylvie Kreusch Charlotte Adigéry + Bolis Pupul Kraftwerk 2ManyDjs                                      | Asa Moto Bolis Pupul Deewee Fameelee Movulango Tiga                                      |
| Zaterdag 13 augustus  | K3 #LikeMe The Clement Peerens Explosition De Kreuners Clouseau Regi                                   | C.J. Bolland Dave Davis DEG Dimitri Cooman Ghost & Youri Parker Jones & Stephenson Zolex |
| Zondag 14 augustus    | MEAU Saint Motel The Snuts Louis Tomlinson J.Roots Unregular Omdat Het Kan Soundsystem ft. Average Rob | K1D Sevn Alias sor                                                                       |

### 2023
De editie van 2023 bevat onder meer concerten van Blur, Placebo, Megadeth en Siouxsie.
|                       | Mainstage                                                                                        | Club StuBru |
| --------------------- | ------------------------------------------------------------------------------------------------ | --- |
| Vrijdag 4 augustus    | Goldband, The Opposites, Merol, S10, Used                                                        | Sophie Straat, Parsa, Opgekonkerd, Offensief X Krabi, Gladde Paling, Vieze Asbak                                             |
| Zaterdag 5 augustus   | Rag'n'Bone Man, Kungs, De Jeugd Van Tegenwoordig, XINK, Glints                                   | Séa, Mayorga, Jack Vamp & The Castle Of Creep, John Noseda, Lightspeed, David Vunk, Jeroen Delodder                          |
| Zondag 6 augustus     | Amenra, Megadeth, Within Temptation, Bullet For Valentine, Biohazard, STAKE, Goe Vur In Den Otto | Psychonaut, SLIFT, Doodseskader, Hammok                                                                                      |
| Maandag 7 augustus    | Placebo, The Haunted Youth, Siouxsie, The Whatevers                                              | Vive La Fête, Waeve, Pip Bloms                                                                                               |
| Dinsdag 8 augustus    | BLUR, Hot Chip, Baxter Dury, Stijn Van De Voorde & Thibautl Christiaensen                        | Warmduscher, Ada Oda, Joe Goddard dj-set                                                                                     |
| Woensdag 9 augustus   | Cypress Hill, Stikstof, Pennywise, Bizkit Park, DJ Eppo Janssen                                  | Jazz Brak, Klein Crack & Slagter, Meltheads, Bulls On Parade                                                                 |
| Donderdag 10 augustus | Balthazar, Sylvie Kreusch, Stone, Wilco, Silver Sisters (DJ)                                     | Lander & Adriaan, Tsar B, Stijn plays Prince, Disco Donderdag met Jeroen Delodder                                            |
| Vrijdag 11 augustus   | Pommelien Thijs, Bart Peeters en de Ideale Mannen, Metejoor, Regi live                           | Hef, Unregular, ADF Samski, Vunzige Deuntjes Soundsystem, Eagl, Shoarma Soundsystem                                          |
| Zaterdag 12 augustus  | Skunk Anansie, K's Choice, Anouk, Arsenal                                                        | Cherry Moon night feat. CJ Bolland, Dimitri Cooman, Franky Kloeck, Ghost, Mike Thompson & Alain Faber, T-Quest, Youri Parker |
| Zondag 13 augustus    | Tiësto, Jax Jones, DJ Licious, Yves Deruyter                                                     | Jan Vercauteren, [KRTM], Mati Drome, Klaps                                                                                   |

### 2024
Met 132.000 bezoekers over de tien dagen was het de drukst bijgewoonde editie tot dan. Vier van de tien festivaldagen waren uitverkocht. Ook werden voor het eerst nachttreinen ingelegd, naar Gent en Brugge, en naar Antwerpen.
|                      | Main Stage                                                                        | Club StuBru                                                                                   |
| -------------------- | --------------------------------------------------------------------------------- | --------------------------------------------------------------------------------------------- |
| Vrijdag 2 augustus   | Berre Pommelien Thijs Clouseau 40 Regi Live ft. Linda & Guests                    | Marko de la Rocca, Dimitri Cooman, Dave Davis, Youri Parker, Franky Kloeck, DJ Ghost, Meg-Beg |
| Zaterdag 3 augustus  | Compact Disk Dummies The Roots Charlotte Adigéry & Bolis Pupul Phoenix Vitalic    | Boya, Maharti, Push, Jane Muss                                                                |
| Zondag 4 augustus    | Arbeid Adelt! Vive la Fête The Selecter The Damned The Sisters of Mercy Front 242 | Absolute Body Control La Muerte The KVB Jah Wobble plays metal box                            |
| Maandag 5 augustus   | Future Islands Richard Ashcroft Pixies                                            | Bill Ryder-Jones ILA The Murder Capital                                                       |
| Dinsdag 6 augustus   | Wargasm Nova Twins Frank Carter & The Rattlesnakes The Dillinger Escape Plan Korn | Woyote H09909 The Warning Klakmatrak                                                          |
| Woensdag 7 augustus  | BLUAI Richard Hawley Chris Isaak Novastar                                         | Ise Āo The Bony King Of Nowhere                                                               |
| Donderdag 8 augustus | Glints De La Soul Nas The Prodigy Andromedik                                      |                                                                                               |
| Vrijdag 9 augustus   | Neon Shadow Anfisa Letyago Paul Kalkbrenner 2MANYDJS                              |                                                                                               |
| Zaterdag 10 augustus | Whispering Sons Trentemøller Massive Attack Röyksopp DJ-Set                       |                                                                                               |
| Zondag 11 augustus   | Froukje Joost Anne-Marie Oscar and the Wolf Used                                  |                                                                                               |

### 2025
De 50e editie is gepland door te gaan van vrijdag 1 augustus tot en met zondag 10 augustus 2025.
|                      | Main Stage                                                                          | Club StuBru                                                                                            |
| -------------------- | ----------------------------------------------------------------------------------- | --- |
| Vrijdag 1 augustus   | Snelle Clean Bandit Kygo Amber Broos                                                | Victoria Nadine Maharti B3B Soya B3B Azra Tekuma Marhu Emilija Kompass Traxx Jane Muss Lolalita Brennt |
| Zaterdag 2 augustus  | DAAN Arsenal Pet Shop Boys Soulwax                                                  | Igor Cavalera Laima Pim Bolis Pupul Klanken Yu Su Phillipi Charlotte Adigéry Asa Moto                  |
| Zondag 3 augustus    | Bizkit Park Psychonaut Enter Shikari Brutus Electric Callboy Pendulum Live          | The Bloody Beetroots Eosine Marathon Slow Crush Slift                                                  |
| Maandag 4 augustus   | The Undertones The Damned Iggy Pop Sex Pistols ft. Frank Carter                     | Trupa Trupa The Saw Doctors Soft Play Equal Idiots                                                     |
| Dinsdag 5 augustus   | Helmet The Melvins Amenra Gojira                                                    | Coilguns Envy Redd Kross Light of Eternity                                                             |
| Woensdag 6 augustus  | J. Bernardt Eefje de Visser Warhaus Bicep present Chroma                            | LeFtO Niels Orens Cellini Echt!                                                                        |
| Donderdag 7 augustus | Zaho de Sagazan Sylvie Kreusch Air DEUS play 'Worst Case Scenario' The Subs         | Tje Johannes is zijn naam Oliver Symons                                                                |
| Vrijdag 8 augustus   | Metal Molly Diiv The Haunted Youth The Smashing Pumpkins Goose                      | Kaat Van Stralen Hinds Mclusky Miamor Bella Claxton Helena Lauwaert DJ Aya                             |
| Zaterdag 9 augustus  | #LikeMe Liam & No Direction 't Hof van Commerce Brihang Goldband Sean Paul Glintsal | Maite Dedecker Dimitri Cooman Bonzai All Stars DJ Ghost Eric Sneo Youri Parker                         |
| Zondag 10 augustus   | De Mens Noordkaap Clouseau Omdat het kan & Average Rob                              | Unregular Chuki Beats Unregular DIKKE Unregular Kaboutertje Putlucht Unregular                         |